# Big Bear City
Big Bear City (Kalifornia) – jednostka osadnicza w stanie Kalifornia, w hrabstwie San Bernardino. Liczba mieszkańców 12 303 (2010). Według spisu z roku 2000 Big Bear City liczyło sobie 5 779 mieszkańców.
Osada położona jest na wysokości 2.063 m n.p.m. Ze względu na wysokość jest popularnym miejscem obozów treningowych sztuk i sportów walki.

Położenie w hrabstwie San Bernardino